# RedOctane
RedOctane foi uma companhia americana de entretenimento eletrônico, talvez mais bem conhecida pela publicação da série de jogos Guitar Hero que começou a partir de novembro de 2005. A RedOctane passou a ser uma subsidiária de propriedade da Activision em 2006. Em fevereiro de 2010, a Activision fechou a divisão RedOctane.
Um novo estúdio, RedOctane Games LLC, dedicado para jogos de ritmo, foi fundado em agosto de 2025 por diversos ex-funcionários da RedOctane, incluindo Kai e Chrles Huang da franquia Guitar Hero.

## História
A RedOctane foi fundada em 1999 por Kai Huang e Charles Huang e é mais bem conhecida pelos jogos Guitar Hero. Em agosto de 1999, eles começaram suas operações como o primeiro serviço de aluguel online de jogos do mundo. Em 2000, a companhia passou a produzir acessórios para videogame, começando com o seu primeiro tapete de dança. Mais tarde, eles passariam a ser conhecidos pelos tapetes Ignition e por outros acessórios, como joysticks de arcade, baterias, e guitarras para jogos de música existentes.
Após notarem que as vendas dos acessórios dependia de datas de lançamentos de outras publicadoras, a RedOctane (em junho de 2005) passou para a publicação de jogos próprios. O primeiro título da companhia foi a versão para PlayStation 2 de In The Groove, um jogo de dança. Desenvolvido pela Roxor Games, In The Groove já era bem conhecido nos arcades.
A RedOctane se uniu à Harmonix Music Systems para lançar Guitar Hero em novembro de 2005 para o PlayStation 2. O jogo provou ser extremamente popular, consistindo em mais de 30 faixas licenciadas jogáveis com um periférico personalizado em forma de guitarra. O jogo foi bem recebido por críticos e fãs, dando origem a uma sequência de sucesso em 2006 para o PlayStation 2 e para o Xbox 360. As sequências continuam a aparecer até hoje, disponíveis para vários consoles. A teoria era de que os jogos de música ainda estavam a ser apresentados a um mercado maior nos Estados Unidos e que um jogo de rock com um periférico na forma de uma guitarra seria a melhor maneira de introduzir esse tipo de jogo.
Em maio de 2006, a publicadora Activision anunciou que adquiriria a RedOctane, completando o acordo no dia 6 de junho de 2006. A Activision pagou US$99.9 milhões pela compra da RedOctane.
Após a compra pela Activision e sua separação da Harmonix, que passou a desenvolver o competidor Rock Band, a RedOctane utilizou da Neversoft, equipe responsável pela franquia de jogos de esqueite Tony Hawk e também de propriedade da Activision, para assumir Guitar Hero III: Legends of Rock, lançado em novembro de 2007.
O site Kotaku alega que Guitar Hero se tornou um "clássico cult instantâneo". Nos 26 meses desde seu primeiro lançamento, Guitar Hero gerou mais de US$1 bilhão em vendas.
A RedOctane lançou Guitar Hero World Tour em outubro de 2008.
No dia 11 de fevereiro de 2010, a Activision anunciou o fechamento da divisão RedOctane.